# 単記移譲式投票
単記移譲式投票（たんきいじょうしきとうひょう、英: single transferable vote; STV） は、投票制度のひとつである。各々の有権者は優先順位投票を用いて、複数の候補者に投票する。単記移譲式は、票割れによる不利益および乱立による不利益を緩和する仕組みをもった制度である。この制度では、一定割合の票を得た候補者が当選するが、当選確定者の余分な票はそれぞれの順位に従って他の候補者へ移譲される。当選者からの票の移譲がこれ以上行えない際には、最下位の者が落選となり、その票の全部がそれぞれの順位に従って他の候補者へ移譲される。また、比例名簿式とは異なり、有権者は届け出名簿を超えた判断を下すことができる。

## 名称
ヨーロッパ大陸から広まった政党名簿比例代表との対比で、イギリス式比例代表制と呼ばれることがある。オーストラリアでは、単記移譲式はヘア＝クラーク比例方式 (Hare-Clark Proportional method) として知られ、アメリカ合衆国では、選択投票 (choice voting)、選好投票 (preference voting)とも呼ばれることがある。日本においては単記移譲式などと訳されるが、この投票制度では、有権者は複数の候補者に順位を記載するので、"単記"式ではなく"単票"式と呼び変えるべきとの見解もある。
単記移譲式とは、一般には、複数選出の選挙であることを含意し、この記事においてもそうである。複数選出であることを強調して、比例代表単記移譲式 (proportional representation through the single transferable vote (PR-STV) ) とも呼ばれることもある。単記移譲式が一人勝ち選挙で使用されるときは、即時決選投票と同じになる。即時決選投票は比例代表制ではないので、即時決選投票を比例代表単記移譲式とは別の制度だと区分することも多い。

## 歴史

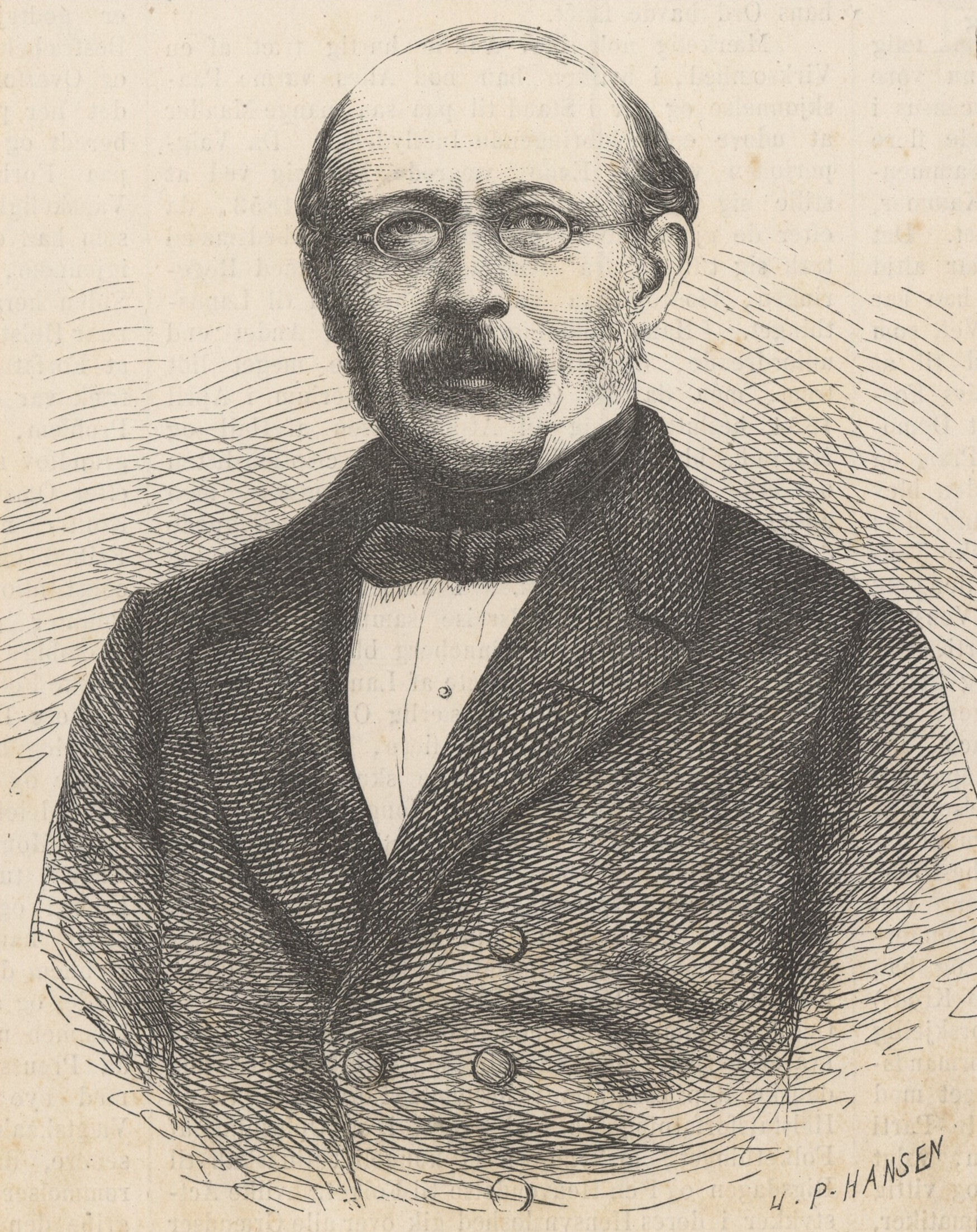
Carl Andræ

移譲式投票の概念はトマス・ライト・ヒルによって1821年に初めて提案された。この制度は1855年まで実際の選挙には使われなかったが、カール・アンドレがデンマークの選挙で移譲式投票制を提案した。アンドレの制度は1856年のデンマーク議会議員の選出に使われ、1866年に第二院であるランスティングの間接選挙に適用され、1915年まで続いた。
これとは独立に、1857年、トマス・ヘアが同じ制度を提唱した。ジョン・スチュアート・ミルが1861年の著書『代議制統治論』で、比例代表制の一種としてヘアの提案を支持している。これを契機として当時のイギリス植民地を中心に広まったため、この制度はヨーロッパ大陸から広まった政党名簿比例代表との対比で、イギリス式比例代表制と呼ばれることがある。

## 投票の記載方式

単記移譲式において、各々の有権者は選好順序によって候補者の一覧に順位を付ける。最も一般的な投票用紙の下では、最も好みの候補に '1' を付け、二番目に好きな候補に '2' を付け…となる。したがって有権者が提出する投票用紙は、候補者の順位の一覧となる。右の画像で示されている投票用紙において、有権者の選好順位は次のようになる：
1. John Citizen
2. Mary Hill
3. Jane Doe

## 当選者の決定
単記移譲式は、"割り当て"の選択および"剰余"の取り扱いの違いにより、さまざまなバリエーションが存在する。割り当てとは、当選に最低限必要な票数であり、この数を超えた票数を"剰余"と呼び、その他の候補者へ移譲される。
単記移譲式選挙は以下のステップによって進行する。
1. 要求される割り当てを達するか超えた候補はすべて当選である。
2. 選ばれる候補が足りなければ、集計が続く。
3. 候補が割り当てより多くを得票したら、各々の有権者の選好に従い、その剰余票が他の候補へ移譲される。
4. 最小得票の候補は落選し、その票は有権者の選好に従って、残りの候補に移譲される。

この過程は、ステップ1から要求される人数の候補が選ばれるまで繰り返す。

### 割り当ての選択
単記移譲式選挙では、候補が当選するのに、一定の最小得票数（割り当てもしくは基数）を必要とする。いくつかの異なる割り当てが使われ、最もよく使われるのはドループ基数であり、以下の式によって与えられる。
{\displaystyle \left({{\rm {votes}} \over {\rm {seats}}+1}\right)+1}
ここで、
- Votes = 投じられた有効票の総数
- Seats = 満たされるべき議席の数

であり、小数点以下は切り捨てられる。
ドループ基数に基づくと、定数が奇数であるとき、過半数の有権者は過半数の当選者を獲得することができる。また、最下位当選者の決定時に得票数同順が発生する場合を除いて、当選者は必ず割り当て以上の票を得ることによって当選が確定する。
初め考えられていた単記移譲式はヘア基数であり、次のように計算される。
{\displaystyle \left({{\rm {votes}} \over {\rm {seats}}}\right)}
ドループ基数は当選者決定に少ない投票しか必要ではないので、ヘア基数より効率的であるとされる。ヘア基数はドループ基数に比べて小政党に有利であるとされる。ニュージーランドではドループ基数に似た割り当てが使われている。 — ニュージーランドの選挙制度も参照。

### 剰余票の取り扱い
主要記事：単記移譲式投票の集計
ヘアよる方法は、当選者の暫定得票から基数を超えた分だけランダムに移譲する票を選ぶものであったが、投票結果が投票者の意思にかかわらない偶然性に左右されている点が批判されてきた。グレゴリー方式は、偶然性を完全に排除した方法の一つで、アイルランド上院の選挙において採用されている。この方法は、票の重みが定義され、票が移譲される際に (剰余/振り分ける票全体) がかけられ更新される。当選決定者から振り分ける票は、直近に他の候補から移譲された票すべてである。当選決定者から振り分ける票を暫定得票全体に拡大し修正した方法に、オーストラリアの上院で用いられている包括グレゴリー方式と呼ばれるものが知られている。。これらの方法では、勝者に対しては票の移譲が行われないことから、勝者を認定するタイミングが結果に影響を及ぼすことが知られている。
それに対して、近年においては、ミーク法など勝者に対しても票の移譲を行う方法が、ニュージーランドの地方議会で実践されている。ミーク法とは、各候補者に対して定まる移譲率を用いて、全ての票を自動的に配分し、これを当選者が確定するまで更新し続けるものである。この方法は、理論的に単純ではあるが反復計算が必要なため、コンピューターなしには当選者の決定は現実的ではないとされている。

## 例
パーティに出す食べ物を決める選挙が行われたとする。候補は5つで、そのうち3つが選ばれる。候補は、オレンジ、セイヨウナシ、チョコレート、イチゴ、キャンディである。そのパーティの20人のゲストは選好を持っていて、下の二つの表において彼らの投票が書き留められている。この選挙では投票者の一つもしくは二つしか選好が示されていない。なぜならこの場合は、より低い選好は選挙結果に影響を及ぼさないからである。
| #人のゲスト | x x x x      | x x          | x x x x      | x x x x      | x      | x            |
| ----------- | ------------ | ------------ | ------------ | ------------ | ------ | ------------ |
| 第1選好     | オレンジ     | セイヨウナシ | チョコレート | チョコレート | イチゴ | キャンディー |
| 第2選好     | セイヨウナシ | オレンジ     | イチゴ       | キャンディー |        |              |

まず、割り当てが計算される。ドループ基数を使い、20人の投票者と3つの勝者なので、当選するのに必要な票数は：
{\displaystyle \left({20 \over {3+1}}\right)+1=6}
票が集計されるとき、選挙は以下のように進む：
| 候補：     | オレンジ    | セイヨウナシ | チョコレート | イチゴ    | キャンディー | |
| ラウンド1  | x x x x     | x x          | x x x x      | x         | x            | ラウンド1：チョコレートが割り当て（6票）より多くの票（12票）を獲得しているので、チョコレートが当選する。 |
| ラウンド 2 | x x x x     | x x          | x x x x x x  | x x x x x | x x x        | ラウンド2：チョコレートが獲得した12票のうち、割り当て（6票）を超える6票は、余剰票となる。この余剰票は、チョコレートに投票した人の第二選好に従って移譲される。チョコレートに投票した人の第二選好は、イチゴ（8票）とキャンディ（4票）であるから、余剰票（6票）は、イチゴに4票移譲され、キャンディに2票移譲される。しかし、このラウンドの移譲ではどの候補も割り当て（6票）に達しなかったので、最も得票が少ないセイヨウナシが落選となる。 |
| ラウンド3  | x x x x x x |              | x x x x x x  | x x x x x | x x x        | ラウンド3：落選したセイヨウナシの票（2票）が彼らの第二選好のオレンジに移譲されるので、オレンジが割り当て（6票）に達し当選する。オレンジの得票数（6票）は割り当てと同数であって余剰票が生じないため、余剰票の移譲は生じない。 |
| ラウンド 4 | x x x x x x |              | x x x x x x  | x x x x x | x x x        | ラウンド4：残った候補で割り当て（6票）を満たすものはないので、最も得票が少ないキャンディが落選となる。イチゴが唯一残った候補なので最後の席を勝ち取る。 |

結果： 勝者はチョコレート、オレンジ、イチゴである。

## 問題点
単記移譲式によくある有権者の関心ごとは、その採用によって相対多数投票方法と比べると、幾分複雑になることである。
単記移譲式は、一つの党の候補が他の党の票から移ることによって当選するという点において、ほかの全ての名簿式比例代表制とも実際の使用において異なる。それゆえ、単記移譲式の使用は、有権者が能動的に結果として生じる政府の選挙過程と対応する党派において、政党の役割を減らす可能性がある。

## 他の投票制度への影響
単記移譲式投票の持つ「各投票者の一票を、余ったり死票にならないように移譲する」という発想は、比例代表制の発展に大きな影響を与えた。比例代表単記移譲式を定数1の選挙で使用したものが、Instant-runoff votingである。しかし、一人勝ち選挙の研究は進んでいて、シュルツ方式など、Instant-runoff votingより性質が良いと思われる一人勝ち選挙用投票制度がいくつか存在する。これらの一人勝ち選挙のために設計された投票制度に先の発想を適用することで、現在の単記移譲式投票より優れた性質を持つ比例代表制を設計する手法が1995年にMonroeが出した考えである。

## 使用
単記移譲式は英語圏で広く適用されている。
| アイルランド     | アイルランド             | 下院選挙 上院選挙の大半（間接選挙） 欧州議会選挙 地方選挙        |
| アイスランド     | アイスランド             | 制憲議会選挙( 2010年 )                                           |
| マルタ           | マルタ                   | 議会選挙 欧州議会選挙 地方選挙                                   |
| イギリス         | 北アイルランド           | 地域議会選挙 欧州議会選挙 地方選挙                               |
| イギリス         | スコットランド           | 地方選挙（2007年5月より)                                         |
| オーストラリア   | 全国規模                 | 上院選挙                                                         |
| オーストラリア   | タスマニア州             | 州下院選挙 地方選挙                                              |
| オーストラリア   | ニューサウスウェールズ州 | 州上院選挙 地方選挙                                              |
| オーストラリア   | ビクトリア州             | 州上院選挙 地方選挙                                              |
| オーストラリア   | 西オーストラリア州       | 州上院選挙                                                       |
| オーストラリア   | オーストラリア首都地域   | 立法府選挙                                                       |
| ニュージーランド | ニュージーランド         | ウェリントンなど一部の地方選挙                                   |
| インド           | インド                   | 上院選挙（州議会議員による間接選挙）                             |
| スリランカ       | スリランカ               | 大統領選挙                                                       |
| パキスタン       | パキスタン               | 上院選挙（地方議会議員による間接選挙および直轄部族地域から選挙） |
| アメリカ合衆国   | アメリカ合衆国           | ケンブリッジ市議選挙 ミネアポリス市議選挙の一部（2009年より）    |